# Hamataliwa rana
Hamataliwa rana là một loài nhện trong họ Oxyopidae.
Loài này thuộc chi Hamataliwa. Hamataliwa rana được Eugène Simon miêu tả năm 1897.